# 南樺鉄道
南樺鉄道（なんかてつどう）とは、かつて樺太南部の、樺太大泊郡千歳村にあった鉄道省樺太東線新場駅から留多加郡留多加町の留多加駅の間を結んでいた私鉄である。王子製紙 (初代)の子会社。
王子製紙の所有する森林地帯は留多加川上流にあり原木は流送されて、河口からはポンポン船により大泊工場まで搬送していた。その輸送を鉄道輸送にするべく南樺鉄道が建設された。当初は大泊工場への輸送が目的であったが、後に旅客小荷物並びに一般貨物輸送も開始した。
また鉄道事業のほか、自動車業（125.8km）を兼営しており自動車収入が多かった。

## 路線データ

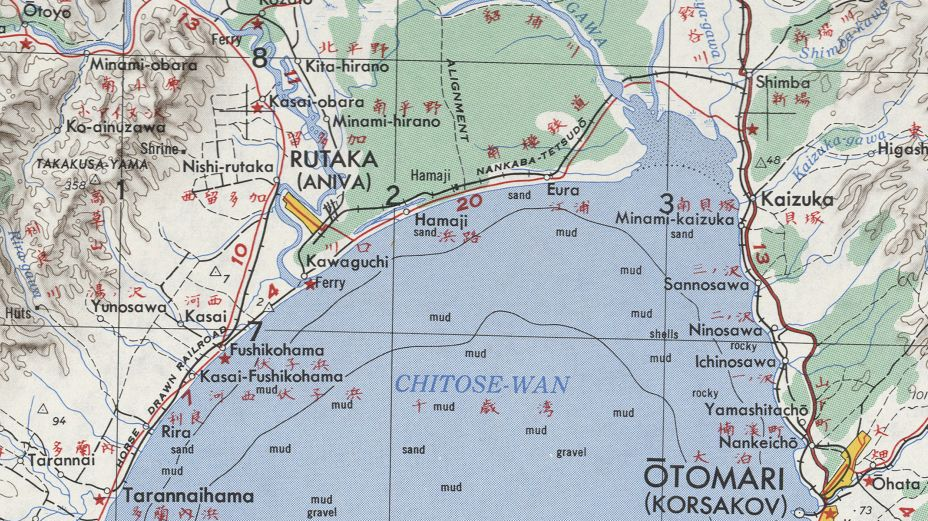
1947年時点の地図

- 路線距離：新場駅 - 留多加駅間：18.6km
- 軌間：1067mm
- 電化区間：なし（全線非電化）

### 輸送・収支実績
| 年度 | 輸送人員（人） | 貨物量（トン） | 収入（円） |
| ---- | -------------- | -------------- | ---------- |
| 1935 | 40,360         | 96,857         | 110,893    |
| 1936 | 35,759         | 79,153         | 94,800     |

- 『年報』昭和10年度版、昭和11年度版、樺太庁鉄道事務所

## 運行状況
1日4往復全線45分すべて混合列車
- 「樺太国有鉄道列車時刻表 昭和14年4月15日改正」『満州朝鮮復刻時刻表』新潮社、2009年

## 沿革
- 1925年（大正14年）3月10日 - 南樺鉄道株式会社設立[2]
- 1926年（大正15年）10月1日 - 専用鉄道として開業。樺太東線も新場駅を同時開業して接続駅となる。江ノ浦駅、濱路駅、留多加駅新設。
- 1931年（昭和6年）10月1日 - 地方鉄道に転換。
- 1933年（昭和8年）6月20日 - 濱路公園駅新設。
- 1937年（昭和12年） - 留多加駅に樺太庁鉄道の自動車線本留線が開業し、接続駅となる。
- 1945年（昭和20年）8月 - ソ連軍が南樺太へ侵攻、占領し、駅も含め全線がソ連軍に接収される。
- 1946年（昭和21年）4月1日 - ソ連国鉄に編入されて、会社は消滅する。

## 駅一覧
| 駅名       | 営業キロ | 接続路線          | 所在地 | 所在地   | 所在地   |
| ---------- | -------- | ----------------- | ------ | -------- | -------- |
| 新場駅     | 0.0      | 鉄道省 : 樺太東線 | 樺太   | 大泊郡   | 千歳村   |
| 江ノ浦駅   | 9.7      |                   | 樺太   | 留多加郡 | 留多加町 |
| 濱路駅     | 13.2     |                   | 樺太   | 留多加郡 | 留多加町 |
| 濱路公園駅 | 15.7     |                   | 樺太   | 留多加郡 | 留多加町 |
| 留多加駅   | 18.6     |                   | 樺太   | 留多加郡 | 留多加町 |

## 車両
- 蒸気機関車
  - 270 - 1902年、汽車製造製車軸配置2-4-2(1B1)形タンク機関車。樺太庁鉄道から1926年7月入線。1941年、内地の東北振興パルプへ譲渡。
  - 511, 512 - 1892年、英国ダブス製車軸配置2-4-2(1B1)形タンク機関車。鉄道省から1926年8月入線。
  - 311 - 1931年、汽車製造製（製造番号 1166）48トン級車軸配置2-6-2(1C1)形タンク機関車。唯一の自社発注機。常総鉄道8形と同クラス。

## バス路線
- 南樺鉄道は、以下のバス路線も有していた。
  - 留多加 - 新場 - 豊原 43.5km　　
  - 留多加 - 並川 - 豊原 37.8km
  - 留多加 - 大泊 38.1km